# 아라키 노부요시
아라키 노부요시(일본어: 荒木経惟, 1940년 5월 25일 ~ )는 일본의 사진 작가이며, 현대 미술가이다. 아라키(일본어: アラーキー)라는 애칭으로 잘 알려져 있으며, 둥근 모서리의 검은 안경을 트레이드 마크로 하고 있다.